# 凱爾·施密德
凱爾·施密德（Kyle Schmid，1984年8月3日—）是加拿大的一位演員。他出演過的最著名的角色是在電視劇血緣關係中飾演亨利·菲茨羅伊角色。並且出演過多部電影。